# Lillo (Antwerpen)
Lillo is een verdwenen Vlaams polderdorp aan de Schelde ten noorden van Antwerpen. Het is verdwenen door de uitbreiding van de haven van Antwerpen. Enkel de kleine woonkern binnen het Fort Lillo blijft over. Deze maakt nu deel uit van het Antwerpse district Berendrecht-Zandvliet-Lillo. Lillo was een zelfstandige gemeente tot 1958. Lillo heeft als postnummer 2040 en behoort tot het elfde gerechtelijk kanton Antwerpen.

## Verdwijnen van de dorpen Oud-Lillo en Kruisweg
Lillo bestond van oudsher uit meerdere delen: Oud-Lillo (sinds de Vikingen rond 840), Lillo-Fort (1573) en Kruisweg. Oud-Lillo lag een kleine kilometer ten noordoosten van Lillo-Fort, even ten noorden van de weg die van het Fort van Lillo naar Stabroek liep. Het gehuchtje Kruisweg lag nog een ruime kilometer verder noordoostwaarts langs de weg naar Stabroek. Sinds het ontstaan van de woonkern in het fort was deze woonkern groter dan de oorspronkelijke gehuchtjes Oud-Lillo en Kruisweg, maar vanaf de tweede helft van de negentiende eeuw waren de gehuchten Oud-Lillo en Lillo-Kruisweg uitgegroeid tot echte dorpen, die tegen het begin van de twintigste eeuw groter waren geworden dan de woonkern in het fort.
De dorpen, Oud-Lillo en Kruisweg, moesten in 1957 verdwijnen voor de uitbreiding van de Antwerpse haven. Waar Kruisweg lag, ligt nu het Kanaaldok. Oud-Lillo werd bedolven onder een laag opgespoten zand van vier meter dik; Er staan olie-opslagtanks. In tegenstelling tot andere dorpen als Oosterweel en Wilmarsdonk, waar voor de Tweede Wereldoorlog al een bouwverbod was afgekondigd, werd pas na 1945 beslist dat Oud-Lillo en Kruisweg dienden te verdwijnen.

## Kerk van Lillo
Vanaf 1681 heeft Lillo-Kruisweg een Sint-Benedictuskerk die de verdwenen kerk van Oud-Lillo (die het oorlogsgeweld en bijkomende waterschade van de Tachtigjarige Oorlog niet overleefde) verving. In 1831 werd deze door militaire inundaties onbruikbaar zodat ze na de vrede van 1839 herbouwd moest worden. In 1847 werd met de bouw van de nieuwe kerk begonnen en in 1851 werd ze voltooid. Op 25 april 1965 werd de laatste mis in de Sint-Benedictuskerk van Lillo-Kruisweg gehouden en in mei 1965 begon men met de ontmanteling en het wegbaggeren van de site voor het aanleggen van het Kanaaldok. De vroegere Sint-Jozefkapel in Lillo-Fort, voorheen een protestantse kerk, werd hierop herdoopt in Sint-Benedictuskerk.

## Toponymie

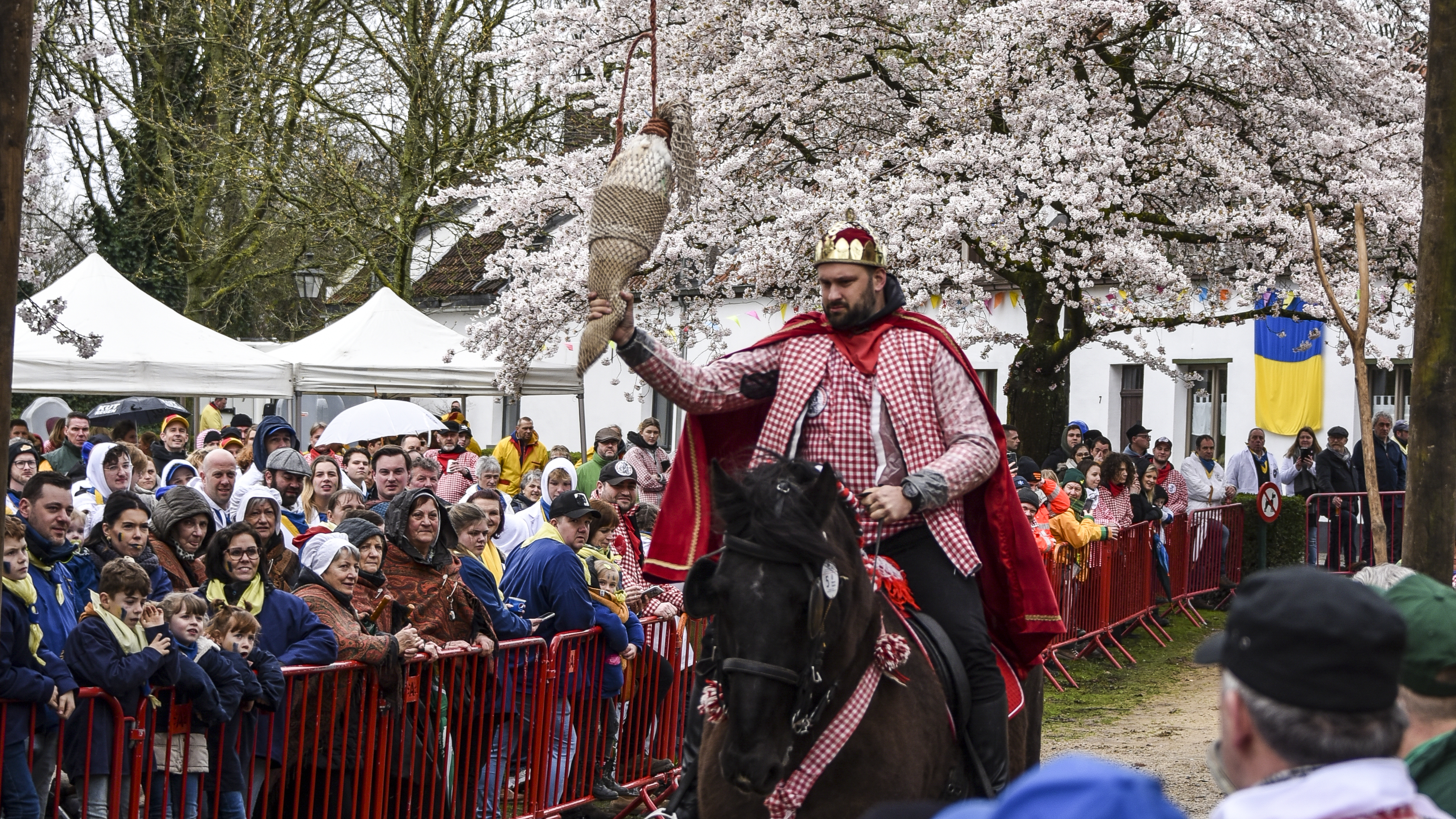
Keizerrijden in 2023 in Lillo

Lillo ('Lindelo','Linlo', 'Lindlo') zou zijn naam ontleend hebben aan de plaats waar de eerste hoeve gestaan heeft, op een hoger gelegen grond, met name 'Lindelo ter hoeve' of afgekort 'Linlo' zoals het in 1210 werd geschreven en waarvan de huidige benaming is afgeleid. Lindelo is een samenstelling van het Germaanse woord lindo, dat lindeboom betekende, en lo, dat van het Germaanse *lauha 'bosje op hoge zandgrond' afgeleid is. Er is geen verwantschap met Lille in Frans-Vlaanderen maar mogelijk wel met Lille in de Kempen.

## Demografische ontwikkeling
- Bronnen:NIS, Opm:1831 tot en met 1947=volkstellingen

## Bezienswaardigheden
- Fort Lillo

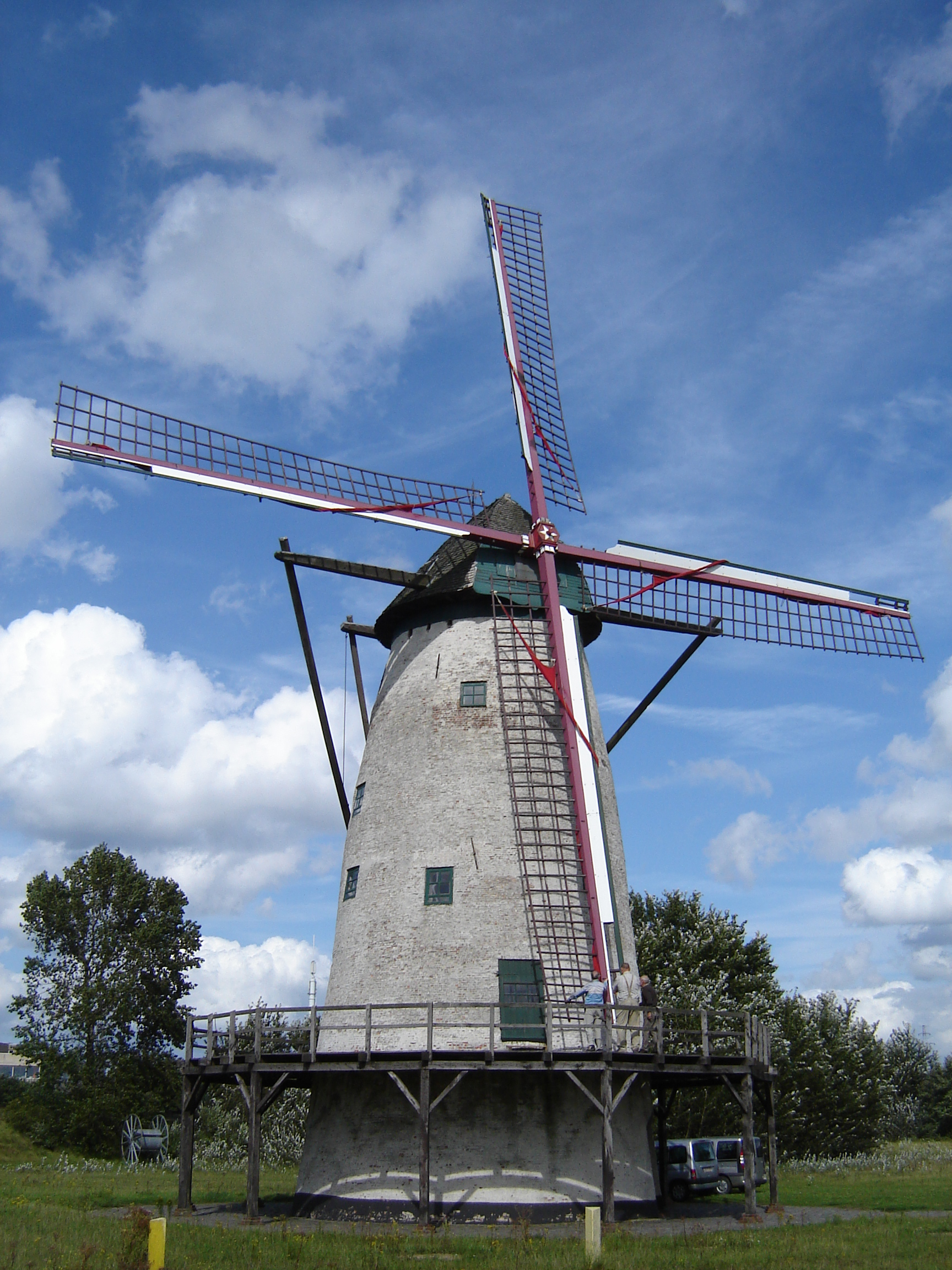
Molen De Eenhoorn

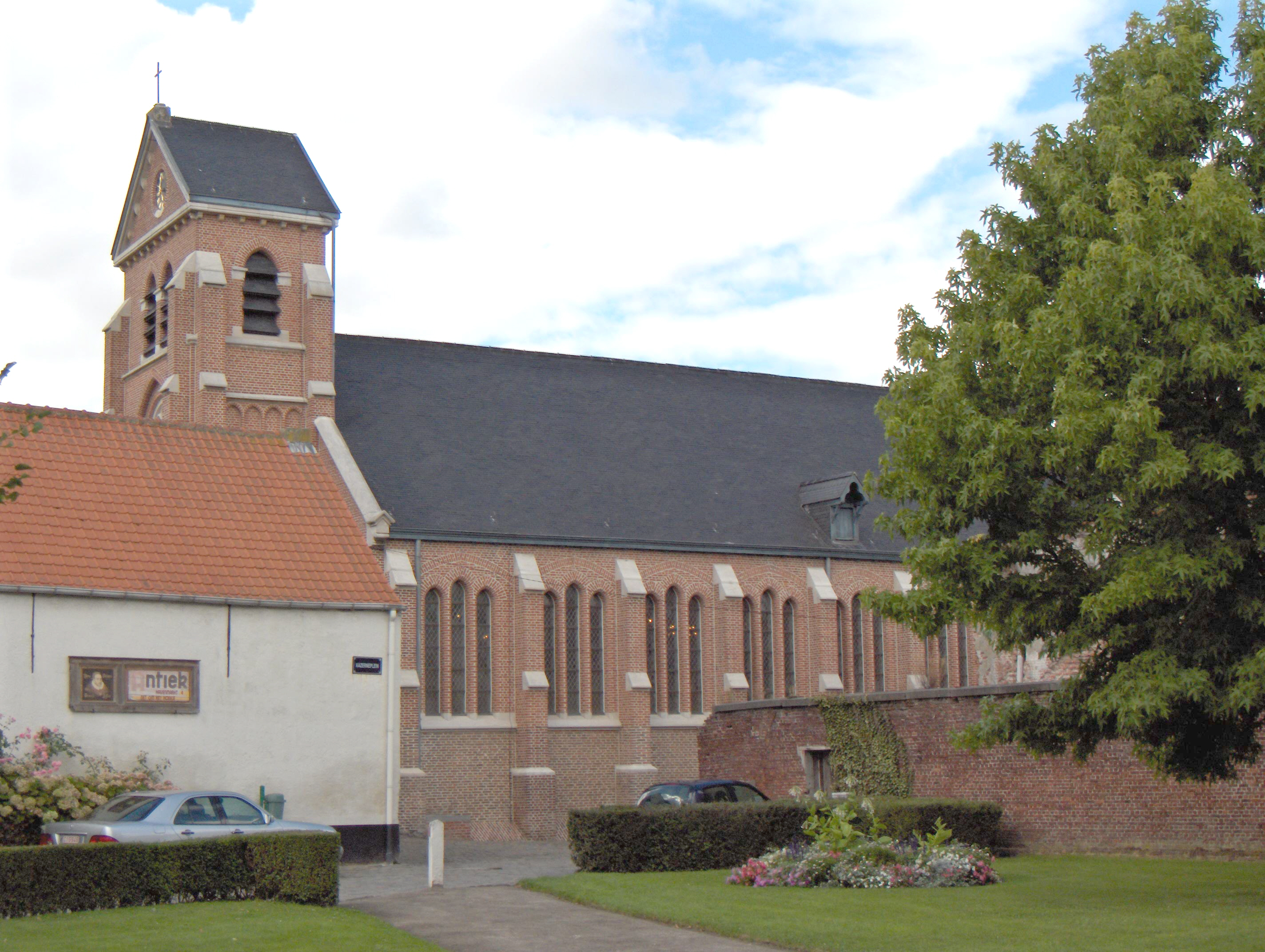
Lillo-Fort: Sint-Benedictuskerk

- De Eenhoorn of Witte Molen, een stenen stellingmolen
- Poldermuseum-Lillo
- De Sint-Benedictuskerk

## Natuur en landschap
Lillo lag aan de Schelde en viel, op Fort Lillo na, ten offer aan de uitbreiding van het Antwerpse havengebied. Het Galgeschoor bij Lillo is een schorrengebied met een brakwatergetijdenregime.

## Bijnaam
De inwoners van Lillo staan ook onder hun bijnaam "krabbenvangers" bekend.

## Bekende inwoners
- Ferdinand Boey (1921 - 2013), politicus
- Olga Lefeber (1929 - 2010), politica
- Marcel Bartholomeeussen (1949), politicus
- Yves Degryse (1977), acteur

## Nabijgelegen kernen
Kallo (tunnel), Doel (veer), Stabroek (tunnel)

## Trivia
In dit dorp speelde zich de gelijknamige superheldenserie Mega Mindy af.